# Río Mahoma
El Río Mahoma es uno de los principales afluentes del río Nizao, ubicado en la vertiente sur de la Cordillera Central en la República Dominicana. Nace en las montañas de esta región, a aproximadamente 542 metros sobre el nivel del mar, cerca de la localidad de Mahoma Abajo y las comunidades de La Ciénaga y Los Cacaos. Sus aguas son aprovechadas para la irrigación y abastecimiento de las presas Jigüey y Aguacate, que forman parte importante del sistema hidroeléctrico de la región.
Este río tiene una gran relevancia ecológica y agrícola, ya que, junto a otros afluentes, contribuye significativamente al caudal del Nizao. Además, el Ministerio de Medio Ambiente y la Empresa de Generación Hidroeléctrica Dominicana (EGEHID) han implementado proyectos de reforestación y recuperación en su cuenca, destacando su papel en la sostenibilidad hídrica y energética del sur dominicano.

## Curso
El Río Mahoma nace en la zona montañosa de San José de Ocoa y fluye hacia el sur hasta unirse con el río Nizao dentro del embalse de Jigüey, contribuyendo a la regulación del caudal de la cuenca.

## Cuenca y extensión
La cuenca del río Mahoma se encuentra dentro de la mayor cuenca del río Nizao, que cubre una superficie de aproximadamente 1 039,8 km². Aunque no hay cifras específicas sobre el área exclusiva de la subcuenca Mahoma, se sabe que integra uno de los nueve sub-sistemas de drenaje de la cuenca principal.

## Medio ambiente y conservación
Formando parte del manejo integrado de la cuenca del río Nizao, el río Mahoma se beneficia indirectamente de iniciativas ambientales como proyectos de reforestación, control de erosión y protección de fuentes de agua impulsados por el Ministerio de Medio Ambiente y la EGEHID.